# GUI-Builder
Ein GUI-Builder oder GUI-Designer oder GUI-Editor ist ein Programmierwerkzeug, welches die Erstellung grafischer Benutzeroberflächen vereinfacht, indem es dem Designer das Anordnen von Steuerelementen mittels eines WYSIWYG-Editors via Drag and Drop ermöglicht. Ohne einen GUI-Builder müssen durch Programmierung die Parameter jedes Steuerelements manuell spezifiziert werden, ohne vor der Ausführung eine Rückmeldung über das Aussehen des Programms zu erhalten.
Benutzeroberflächen werden üblicherweise unter Verwendung ereignisorientierter Programmierung erstellt, sodass GUI-Builder auch die Erstellung des Ereignis-getriebenen Codes vereinfachen. Dieser unterstützende Code verbindet die Steuerelemente mit den aus- und eingehenden Ereignissen, welche Funktionen der Anwendungslogik auslösen.

## Liste von GUI-Buildern

### Programme
- App Inventor
- AutoHotkey
- AutoIt
- Axure RP
- Cocoa/OpenStep
  - Interface Builder
- dBase
- Ebase Xi
- Embedded Wizard
- FLTK
- GNUstep
- GEM
  - Resource Construction Set
- GSE (Guiliani Streaming Editor) WYSIWYG GUI-Editor-Tool für Künstler, Interaktionsdesigner und Entwickler. Sie können damit intuitive Benutzeroberflächen erstellen, einschließlich Prototyping und Implementierung auf eingebetteten Geräten.
- GTK+
  - Glade Interface Designer
  - Gazpacho
  - Stetic
- Motif
- Qt
- Swing
  - JFormDesigner
- Tk
  - ActiveState Komodo
- Ultimate++
- WaveMaker quelloffene, Browser-basierte Entwicklungsplattform für Ajax-Entwicklung, basierend auf Dojo, Spring und Hibernate.
- Windows Presentation Foundation
  - Microsoft Expression Blend
- wxWidgets
- XForms
- XDEV 3 Rapid Development Entwicklungsumgebung für Swing

### IDE-Plugins

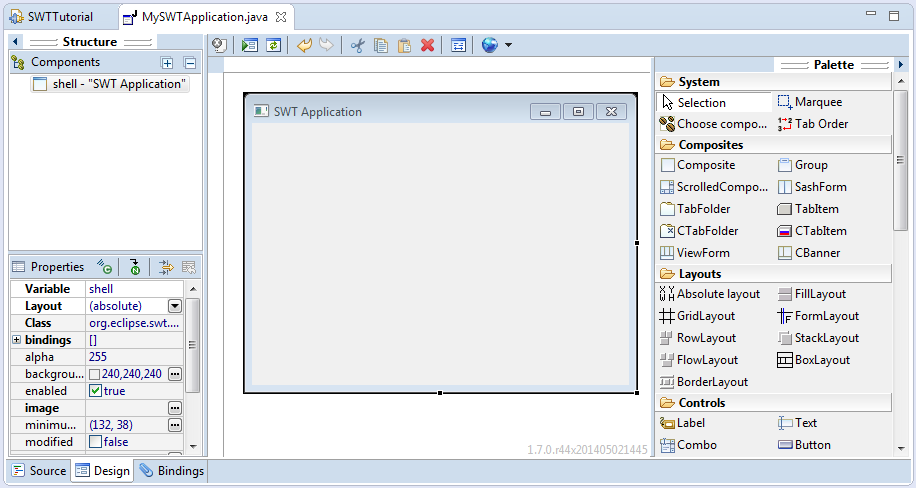
Eclipse WindowBuilder

- NetBeans GUI-Builder, vormals bekannt als Matisse
- Eclipse WindowBuilder, ein freies Eclipse Plug-in für Swing, AWT, SWT und GWT
- Jigloo, ein kommerzielles Eclipse Plug-in für Swing und SWT, kostenlos für nicht kommerzielle Zwecke
- Himalia Guilder, ein Visual Studio 2005 Plug-in zur modellgetriebenen Entwicklung von GUIs
- wxSmith, ein Code::Blocks Plug-in

## Liste von Entwicklungsumgebungen mit GUI-Buildern
- ActiveState Komodo
- Anjuta
- CodeGear RAD Studio (früheres Borland Development Studio)
- Clarion
- Gambas
- Liberty Basic
- KDevelop
- Lazarus
- Microsoft Visual Studio
- MonoDevelop
- NetBeans
- Qt Creator
- SharpDevelop
- WinDev
- XDEV 3 Rapid Development Entwicklungsumgebung für Swing